# Čertova stěna (Ralská pahorkatina)
Čertova stěna (378 m n. m.) je vrch na katastrálním území Náhlova, části města Ralsko v okrese Česká Lípa v Libereckém kraji. Leží při hranici s libereckým okresem, asi 1 km jihozápadně od vesničky Těšnov, která je součástí obce Cetenov. Čertova stěna se nachází na území národního Geoparku Ralsko.

## Popis

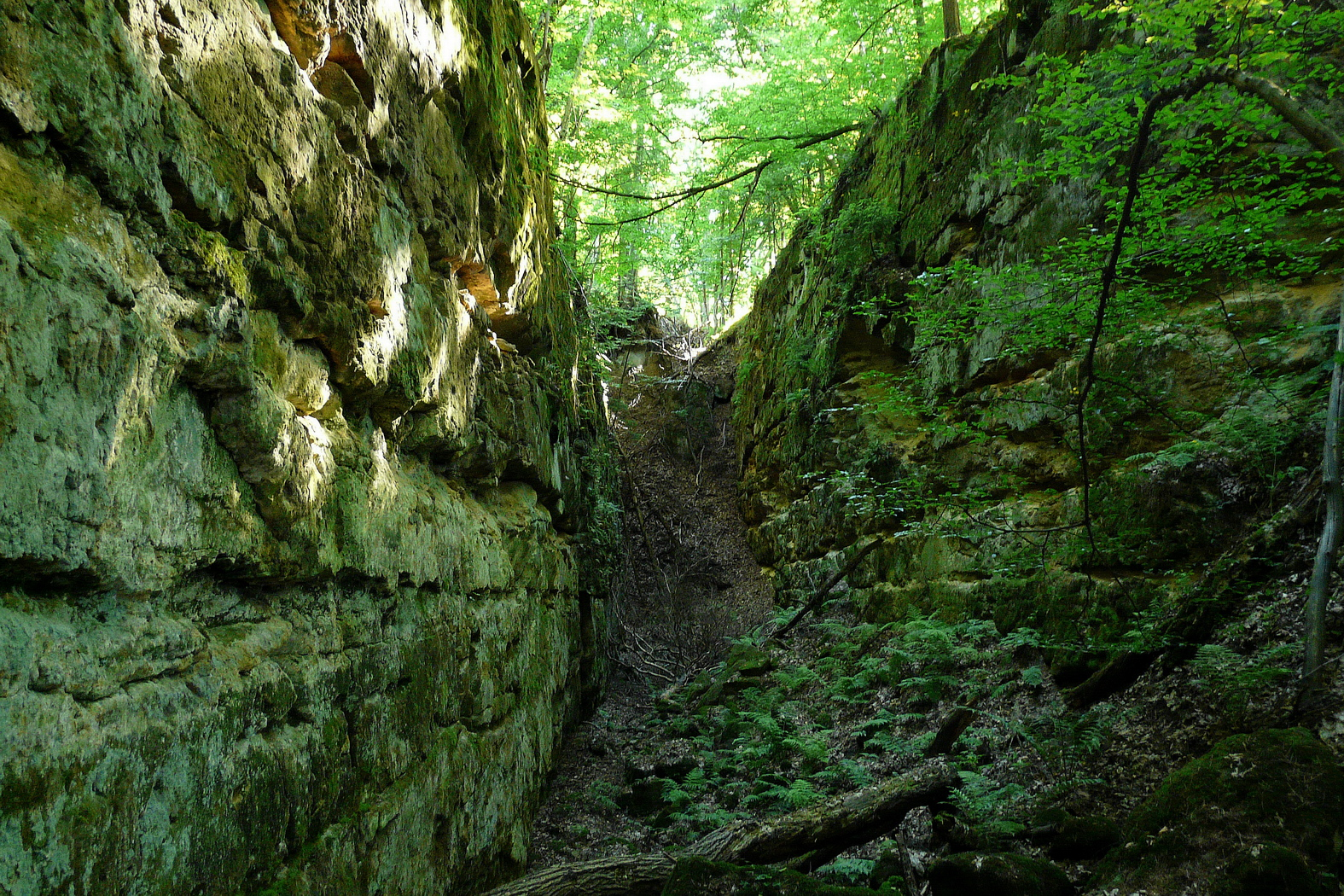
Dobývka Čertova stěna

Čertova stěna je strukturní hřbet, směřující od severovýchodu k jihozápadu. Hřbet je tvořen neovulkanickou (magmatickou) žílou olivinického nefelinitu, vypreparovanou z vápnito-jílovitých pískovců svrchní křídy. Strmější severní svahy jsou lemovány pískovcovými terasami. Vrcholové části jsou porostlé listnatým lesem, na svazích převažují jehličnany. Na severovýchodě vrch obtéká Čertův potok, který se východně od vrchu vlévá do Zábrdky.
Čertova stěna leží na jedné linii asi 12 km dlouhého hřbetu, jehož součástí je i známá Čertova zeď, chráněná jako národní přírodní památka. Směrem na jihozápad od Čertovy stěny leží vrch Hřebínek. Severovýchodním směrem pokračuje hřbet až po přibližně dvou kilometrech u osady Brdy. Jelikož jádrem celého hřbetu je magmatická žíla ve tvaru úzké zdi, čnící nad okolním terénem, které se lidově přezdívalo čertovy zdi (odborný název je dajka), získala patrně i Čertova stěna, stejně jako i jiná místa v blízkém okolí, svůj čertovský přívlastek. Většina částí oněch čertových zdí však byla v minulosti odtěžena, na Čertově stěně se dosud zachovaly menší zbytky původní obnažené žíly.

## Geomorfologické zařazení
Geomorfologicky je vrch součástí Náhlovské části geomorfologického podokrsku Zábrdské vrchoviny. Ta náleží do okrsku Kotelská vrchovina podcelku Zákupská pahorkatina, patřícího do celku Ralská pahorkatina.

## Přístup
K východnímu úpatí vrchu je možno dojet automobilem od Těšnova (restaurace Na Pince). Dále po asfaltové silničce lze pokračovat jen na kole nebo pěšky po jižních svazích vrchu směrem na jihozápad až do blízké obory Židlov. Celý tento úsek je součástí cyklotrasy číslo 25.